# Google FeedBurner
FeedBurner是一個於2004年在美国芝加哥市成立的網站饋送管理供應商。FeedBurner為網誌作者、播客與其他基於網絡的內容發佈者提供訂製的RSS饋送與管理工具，提供予發佈者的服務包括流量分析以及一個可供選擇的廣告系統。儘管初時尚未清晰廣告是否適合RSS格式，作者現在可選擇包含廣告到三分之二的FeedBurner饋送內。
出版的饋送可以數個方式修改，包括自動鏈結到Digg與del.icio.us，以及「接合」多個饋送的資訊。FeedBurner是一個典型Web 2.0的服務，提供了可與其他軟體互動的網絡服務应用程序接口（API）。截至2007年5月為止FeedBurner已為410,769名發佈者託管饋送。
Google於2007年5月23日以1亿美元現金收购FeedBurner。

## 在中国大陆的现状
FeedBurner在中国大陆的最大競争对手为抓虾與Feedsky。用户可在FeedBurner中免费烧制自己的RSS，另外FeedBurner亦提供了专业版服务。FeedBurner致力于提供全球用户免费饋送烧制，目前只支持小部分语言，但其他语言正在翻译之中。
至今，FeedBurner的RSS烧录服务仍然遭到防火长城的关键词过滤而被屏蔽，过滤的关键词是“feeds.feedburner.com”，致使FeedBurner的RSS烧录服务在中国大陆境内无法正常访问。但有部分用户发现了FeedBurner的RSS烧录服务拥有其它子域名，并成功地在中国大陆境内绕过防火长城的审查使用。

## 外部連結
- FeedBurner.com（页面存档备份，存于）
- 採訪Feedburner與BlogBeat的創辦者（页面存档备份，存于）
- FeedBurner RSS 廣告網路 （页面存档备份，存于）